# Josh Stein
Joshua Harold Stein (* 13. září 1966 Washington, D.C.) je americký právník a politik a člen Demokratické strany, od ledna 2025 guvernér Severní Karolíny.
V mládí studoval na Dartmouth College, Harvard Law School a na Harvard Kennedy School. V letech 2009 až 2016 byl členem severokarolinského státního senátu. V letech 2017 až 2025 působil jako generální prokurátor Severní Karolíny. V lednu 2023 oznámil kandidaturu na funkci guvernéra Severní Karolíny. Krátce po ohlášení kandidatury jej podpořil dosavadní guvernér, Demokrat Roy Cooper.
V roce 2024 byl Stein zvolen guvernérem státu, když s rozdílem téměř 15 % hlasů (v jinak ve velmi kompetitivním státě) porazil kandidáta Republikánů a viceguvernéra Severní Karolíny Marka Robinsona. Funkce se ujal v lednu 2025.
Je židovského původu. Je ženatý a má tři děti.